# Назимко Віктор Вікторович
Назимко Віктор Вікторович (8 березня 1952) — український гірничий інженер, доктор технічних наук, професор кафедри «Маркшейдерська справа» гірничо-геологічного факультету ДонНТУ (до 2014 року). Лауреат Державної премії України в галузі науки і техніки.
Станом на 2016 р. головний науковий співробітник Інституту фізики гірничих процесів НАНУ , Україна.

## Біографічні відомості
Віктор Вікторович Назимко народився 1952 року. 1974 року закінчив спеціальність «Розробка родовищ корисних копалин» в Донецькому політехнічному інституті, здобув кваліфікацію гірничого інженера. 1979 року в ДПІ захистив кандидатську дисертацію, 1990 року — в Інституті геотехнічної механіки НАН України докторську дисертацію, присвячену питанню створення регіональних зон розвантаження при веденні гірничих робіт на вугільних шахтах. Провідний фахівець у математичному моделюванні.
Учасник гранту UG-308 CRDF «Запобігання провалу земної поверхні над погашеними шахтами. 2002». Член-кореспондент академії гірничих наук України.

## Основні публікації
- Звягильский Е. Л., Бокий Б. В., Назимко В. В. Закономерности перераспределения метана вокруг движущегося очистного забоя. — Донецк: Нордкомпьютер. — 2005. — 248с.
- Назимко В. В. Применение генетического алгоритма при решении проблем горного давления// Проблеми гірського тиску. Збірник наукових праць ДонНТУ — Донецьк, 2004. — № 12. С. 214–229.
- Nazimko V.V. Selfwedging effect in vicinity underground opening// Proceedings 19-th International Conference on Ground Control in Mining. — West Virginia University, Morgantown, 1998. — pp. 312–320.